# Westerlund 1
Westerlund 1 (zkratka Wd1, někdy také nazývaná Hvězdokupa v Oltáři) je mladá kompaktní otevřená hvězdokupa v Mléčné dráze, vzdálená asi 3,2 kpc (15 000 světelných let) od Země. Hvězdokupu objevil švédský astronom Bengt Westerlund roku 1961, delší dobu však zůstávala stranou pozornosti, jelikož pozorování v daném směru komplikují závoje mezihvězdného prachu a plynu. V budoucnosti se z Westerlundu 1 pravděpodobně stane kulová hvězdokupa.
Hvězdokupa obsahuje velké množství vzácných hvězd o velké hmotnosti. Bylo zde objeveno: 6 žlutých hyperobrů, 4 červení veleobři (včetně Westerlundu 1-26, jedné z největších známých hvězd), 24 Wolfových–Rayetových hvězd, LBV hvězda (modrobílý veleobr s extrémním zářivým výkonem), mnoho modrých veleobrů a neobvyklý veleobr spektrálního typu sgB(e), o kterém se uvažuje jako o možném výsledku srážky a následného splynutí dvou hvězd. Pozorování rentgenovými dalekohledy navíc odhalila přítomnost anomálního rentgenového pulsaru, pomalu rotující neutronové hvězdy, která musela vzniknout v důsledku kolapsu masivní rodičovské hvězdy. Předpokládá se, že Westerlund 1 je výsledkem jediného impulsu tvorby hvězd, což by znamenalo, že všichni členové mají podobné stáří i složení.
Kromě toho, že obsahuje jedny z nejhmotnějších a nejzáhadnějších hvězd v naší Galaxii, Westerlund 1 je pro astronomy užitečný jako relativně blízká, dobře pozorovatelná otevřená hvězdokupa, na které mohou studovat procesy, které probíhají uvnitř podobných hvězdokup mimo galaktický disk.